# Качамак
Качамак — традиционное балканское блюдо, каша из кукурузной муки с различными добавками для вкуса и питательности. Распространено в Болгарии, Северной Македонии, Албании, Боснии и Герцеговине, Черногории, Сербии, странах Кавказского региона и Турции. Название происходит от турецкого слова kaçamak, которое означает «каша». 

## История
Хотя часто считается, что качамак возник на Балканах, исследования показывают, что это блюдо зародилось в северной Италии, где его подавали как деревенское блюдо. Кукуруза появилась в Европе около 500 лет назад, а на Балканах — только в XVII веке.
Блюдо готовится из кукурузной муки. Иногда добавляют картофель, молоко, белый сыр или каймак. Подобно абхазской абысте, адыгейской мамыс, итальянской поленте и румынско-молдавской мамалыге, его готовят путем заваривания кукурузной муки и последующего ее разминания, пока горшок все еще стоит на плите. Когда-то это считалось едой бедняков, но теперь его едят повсеместно, в том числе в ресторанах.

## Подача
В Болгарии его традиционно подают с подогретым салом или подсолнечным маслом с небольшим количеством поджаренной паприки или острого перца. Часто добавляют шкварки или сирене.
В Черногории, Албании и Боснии и Герцеговине качамак также готовят из толченого картофеля и сыра до образования густой массы.
В Центральной Сербии его готовят из более мелких зерен белой кукурузной муки, подают с белым сыром и каймаком. Также его подают с обжаренным мясом, кипяченым виноградным соком, молоком, йогуртом, медом, сметаной, тёртым сыром, кавурмой или беконом.

## Галерея

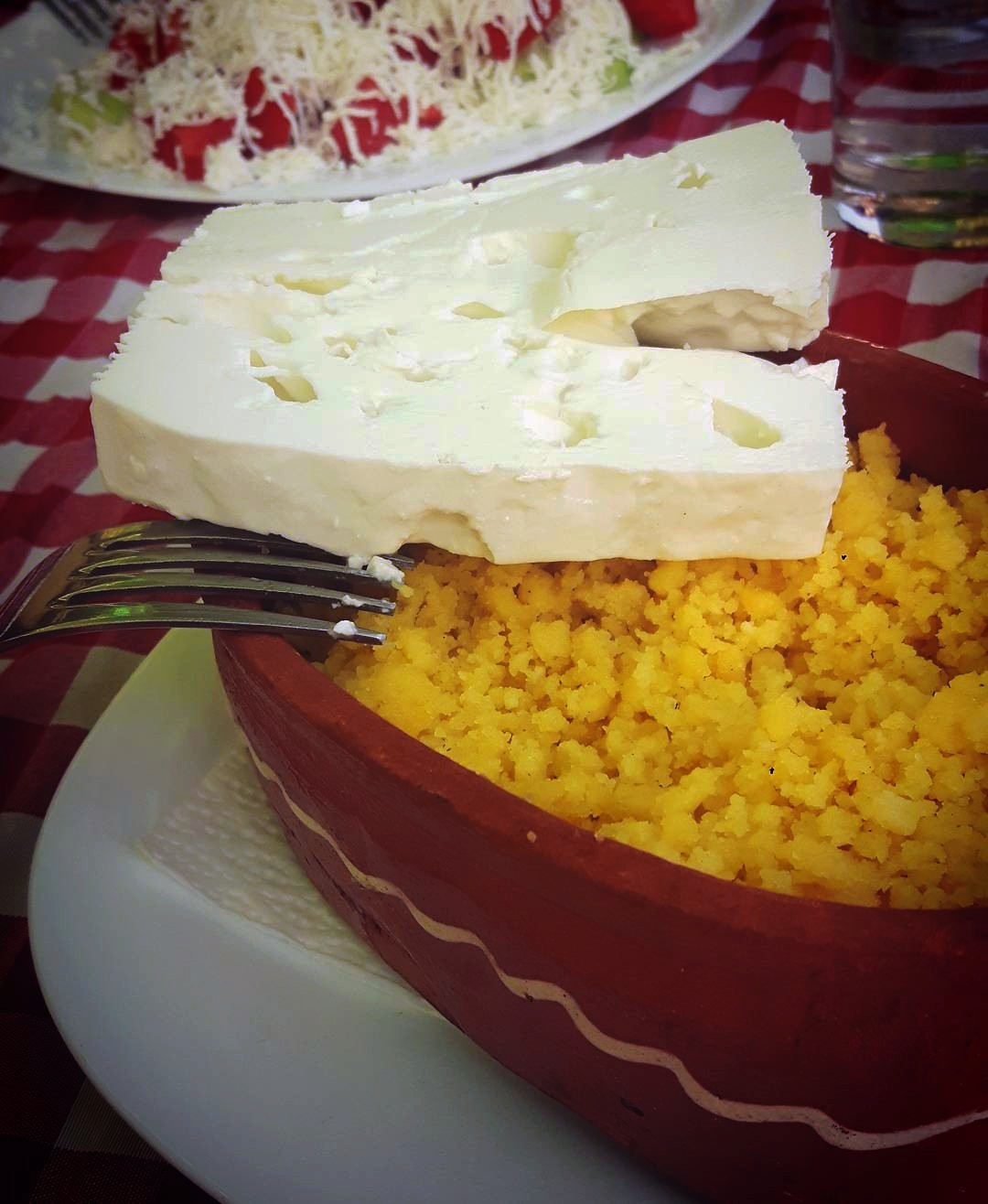
Качамак с овечей брынзой
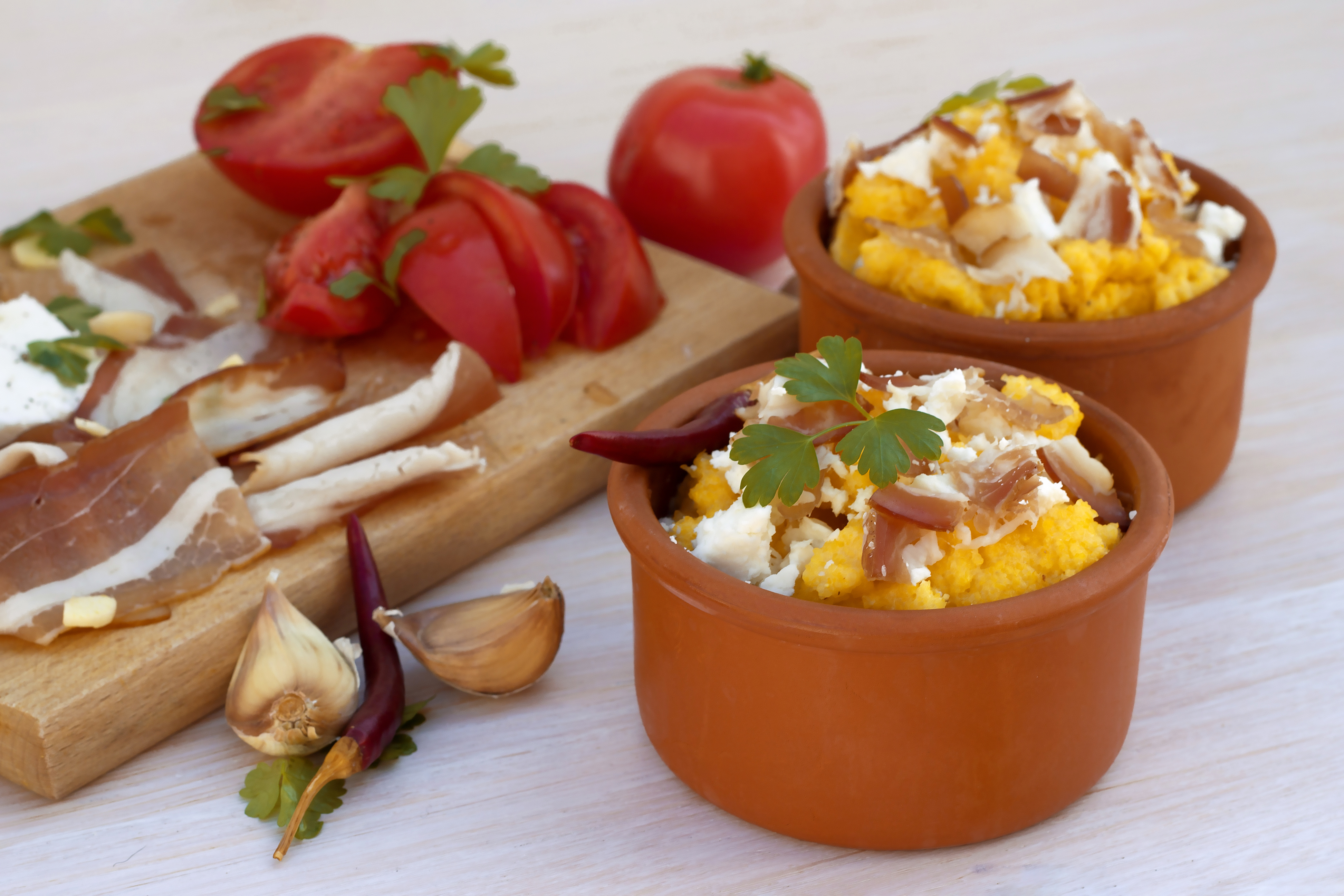
Качамак с брынзой и беконом
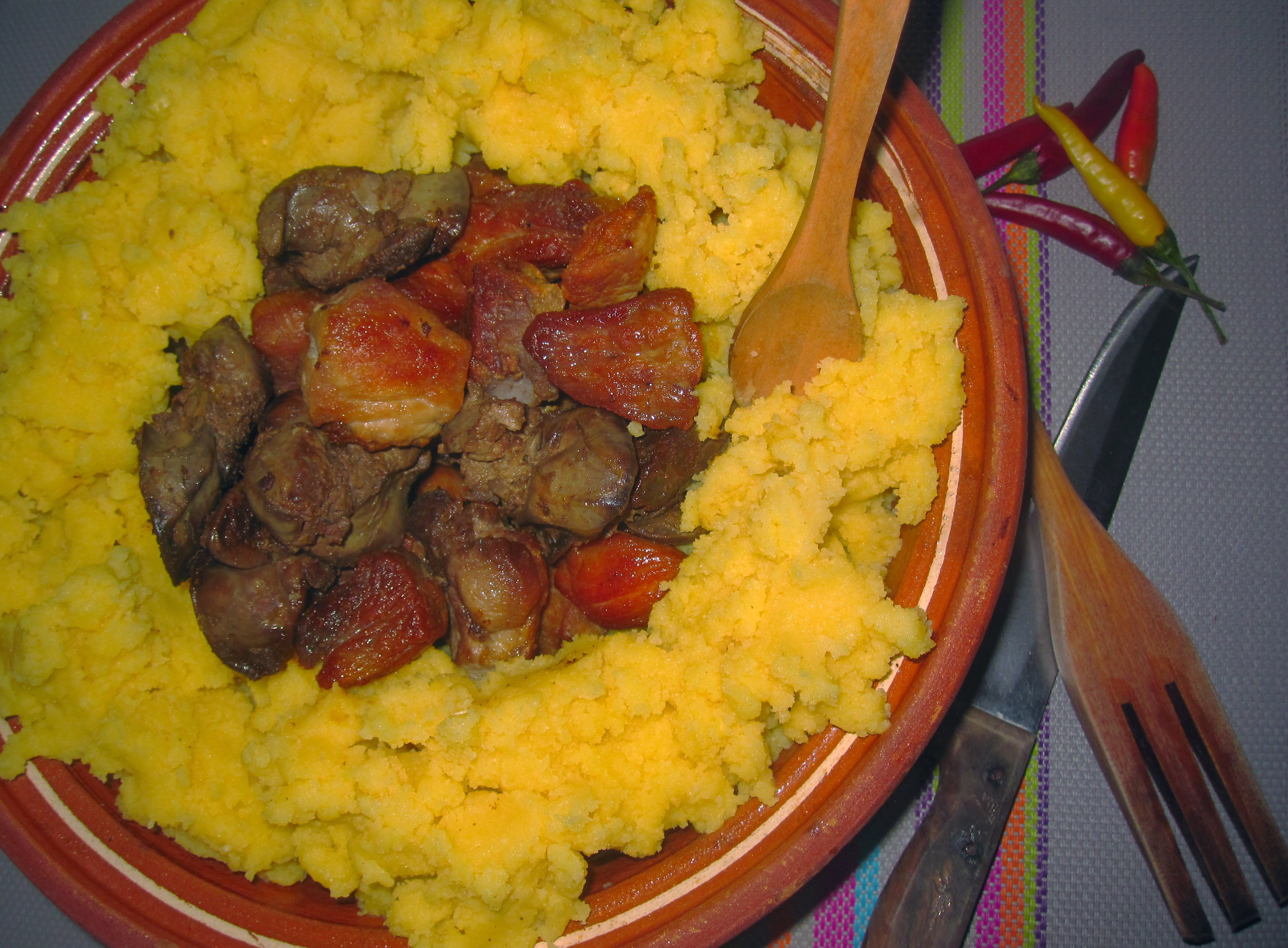
Качамак с мясом
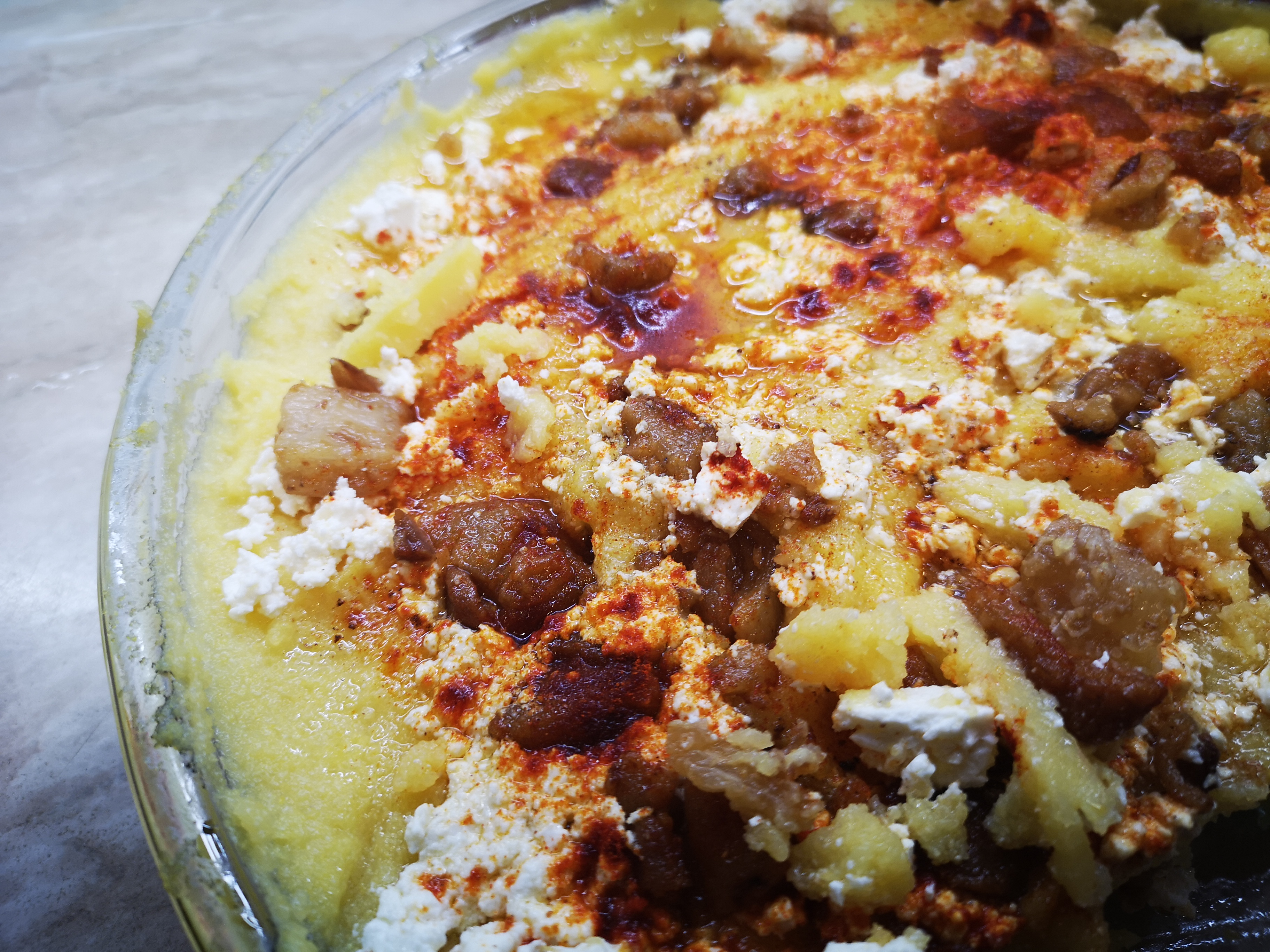
Качамак с жареным мясом и сыром